# كريس سيدار
كريس سيدار (بالإنجليزية: Chris Cedar)‏ مواليد 18 أكتوبر 1988 في تاونسفيل، هو لاعب كرة سلة أسترالي. بدأ مسيرته الاحترافية في سنة 2007. يحمل الرقم 10. لعب مع تاونسفيل كروكودايلز في الدوري الأسترالي لكرة السلة.